# Skedsenap
Skedsenap (Carrichtera annua) är en korsblommig växtart som först beskrevs av Carl von Linné, och fick sitt nu gällande namn av Dc. Enligt Catalogue of Life ingår Skedsenap i släktet skedsenaper och familjen korsblommiga växter, men enligt Dyntaxa är tillhörigheten istället släktet skedsenaper och familjen korsblommiga växter. Arten förekommer tillfälligt i Sverige, men reproducerar sig inte. Inga underarter finns listade i Catalogue of Life.

## Bildgalleri

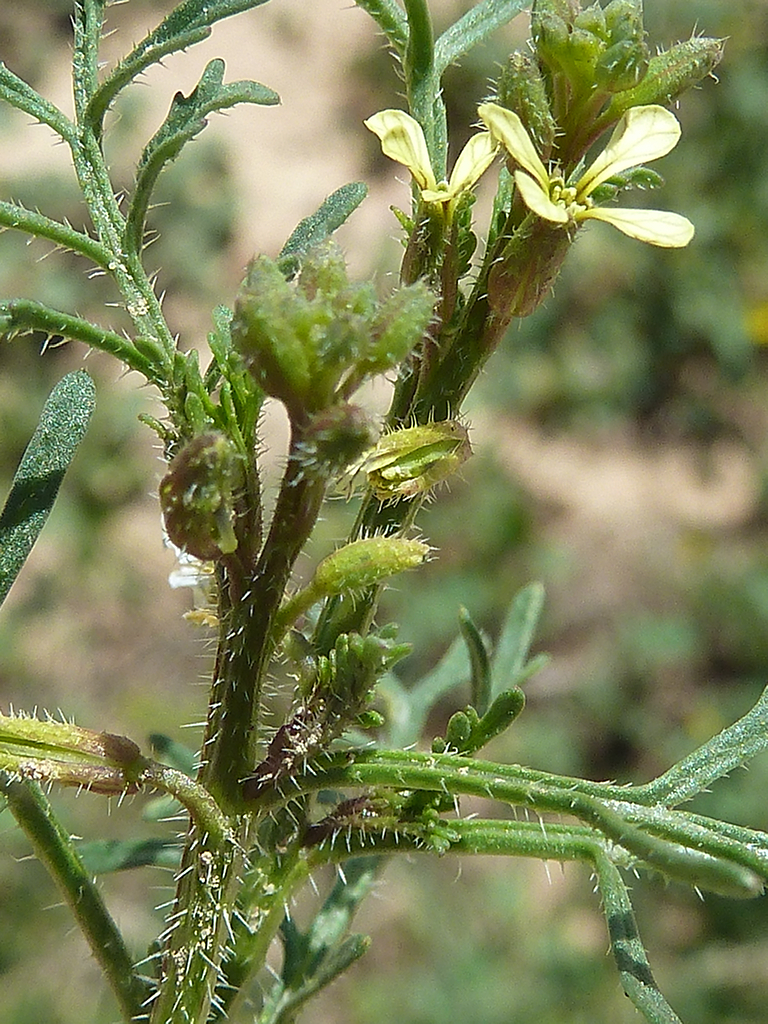
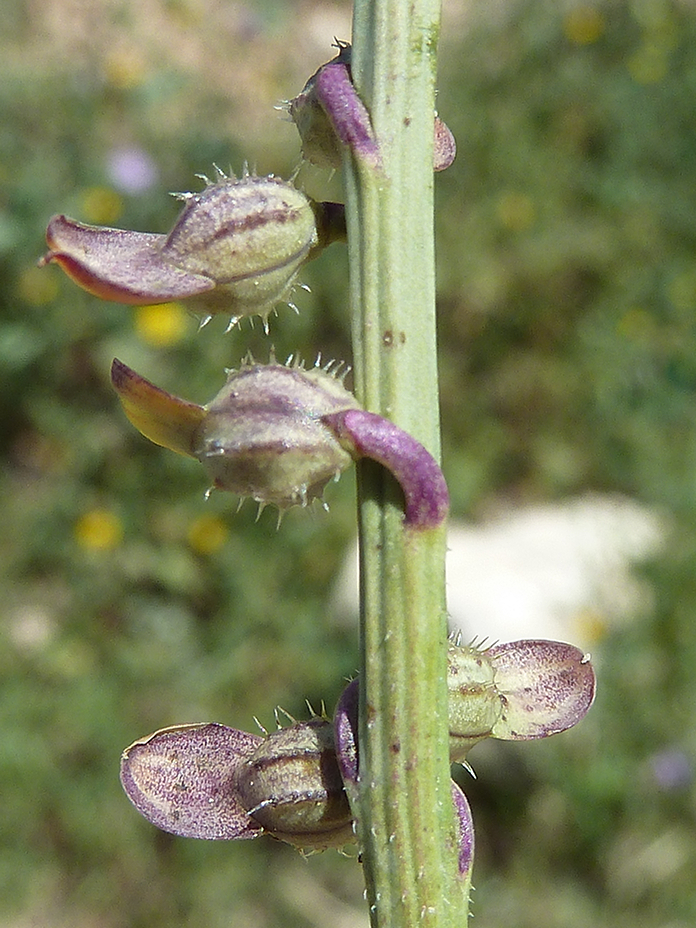
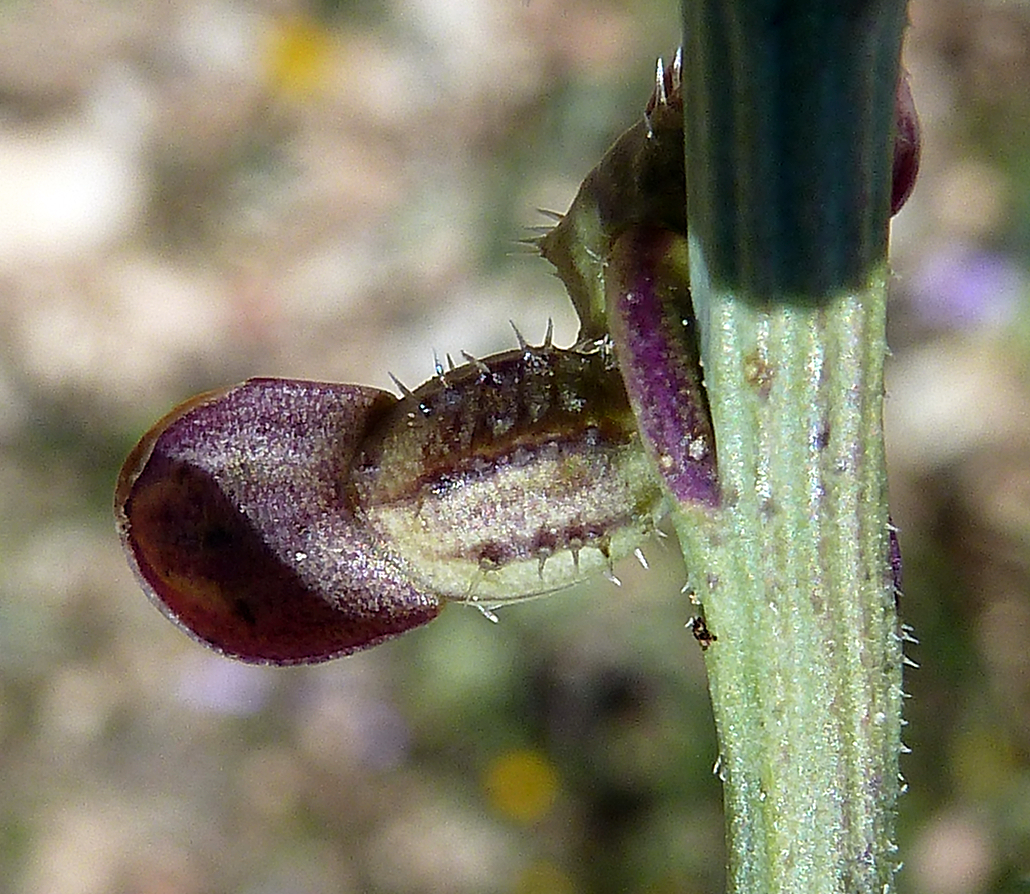